# Kitakyu

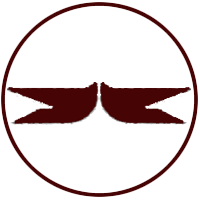

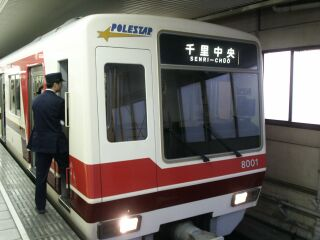
Kitakyu 8000-series

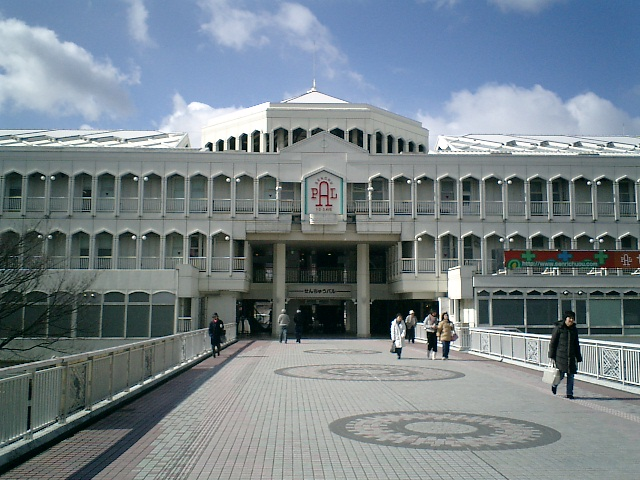
Station Senri-Chuo

Kita-Osaka Kyūkō Dentetsu (Japans: 北大阪急行電鉄, Kita Ōsaka Kyūkō Dentetsu), afgekort als Kitakyū is een Japanse, private spoorwegmaatschappij die actief is in de stad Osaka. De maatschappij heeft slechts een spoorlijn, de Namboku-lijn (南北線, Namboku sen). Deze lijn vormt een verlenging van de Midōsuji-lijn van de Metro van Osaka. Kitakyū is eveneens eigenaar van diverse commerciële en residentiële eigendommen langs de lijn.

## Geschiedenis
De Kita-Osaka Kyuko Spoorwegmaatschappij (北大阪急行電鉄株式会社, Kita Ōsaka Kyūkō Dentetsu Kabushiki Kaisha) werd opgericht op 11 december 1967. Het is een dochteronderneming van de Hankyu Hanshin Holdings. Het hoofdkwartier bevindt zich in 2-4-1, Terauchi, Toyonaka, Osaka.
De Namboku-lijn werd geopend op 24 februari 1970. De lijn verbond toen de noordelijke terminus van de Midōsuji-lijn, het Station Esaka, met het terrein van de wereldtentoonstelling Expo 70. De verbinding met het terrein van de Expo werd gesloten op 14 september en de lijn werd verlegd naar het nieuwe eindstation Senri-Chūō.

## Stations van de Kitakyu Namboku-lijn
| Station | Station               | Verbindingen                                    | Plaats   | Plaats |
| ------- | --------------------- | ----------------------------------------------- | -------- | ------ |
| M08     | Station Senri-Chuo    | Osaka Monorail Osaka Monorail-hoofdlijn         | Toyonaka | Osaka  |
| M09     | Station Momoyama-dai  |                                                 | Suita    | Osaka  |
| M10     | Station Ryokuchi-kōen |                                                 | Toyonaka | Osaka  |
| M11     | Station Esaka         | (loopt door in) Midosuji-lijn (Metro van Osaka) | Suita    | Osaka  |